# Лора Бріджмен
Лора Дьюї Лінн Бріджмен (англ. Laura Dewey Lynn Bridgman; 21 грудня 1829, Гановер, Нью-Гемпшир, США — 24 травня 1889, Бостон, там само) — американська поетеса, перша відома сліпоглуха людина, що зуміла навчитися говорити і здобути освіту.

## Біографія

### Дитинство
Лора Бріджмен народилася в родині фермерів Деніела Бріджмена (1800—1868) і Гармоні Даунер Бріджмен (1804—1891) . Лора була третьою з восьми дітей у родині. Вона росла дуже слабкою дитиною, зокрема, була схильна до постійних судорог.
1832 року почалася епідемія скарлатини, внаслідок якої загинули дві старші сестри Лори — Мері і Колліна. Сама ж дівчинка після перенесеного захворювання стала сліпоглухою й частково втратила почуття смаку та нюху.
Мати Лори всіляко заохочувала прагнення дитини обмацувати і вивчати навколишні предмети, стежити за рухами рук інших людей.

### Освіта
1837 року про Лору Бріджмен почув доктор Массі, керівник медичного департаменту. Він написав про Бріджмен замітку, яка в свою чергу зацікавила тифлопедагога Самуеля Хауї, директора школи Перкінса для сліпих. Самуел вирішив прийняти дівчинку в свій навчальний заклад. Батьки Лори погодилися, і 1837 року вона вступила до школи. Навчання Бріджмен стало першим описаним в науковій літературі досвідом з формування навичок особистого й соціального розвитку та адаптації до суспільного життя осіб, які страждають на сліпоглухоту.
Чарлз Діккенс описав процес її навчання в книзі «Американські записки». Бріджмен навчилася писати та читати, стала використовувати дактильне спілкування при контакті з іншими людьми. 1857 року вона почала писати вірші. Серед них широку популярність здобув твір Holy Home. Високого ступеня інтелектуального розвитку Лора не досягла, але вона навчилася майстерно шити і в'язати.
Лора Бріджмен померла 24 травня 1889 в Бостоні.

## Пам'ять
- На честь Лори Бріджмен названий транспортний американський корабель класу «Ліберті»[9].